# Пирожникова (вулкан)
Пирожникова — потухший вулкан на полуострове Камчатка, Россия.
Вулкан относится к Срединному вулканическому поясу и Седанкинскому вулканическому району.
Он находится в приводораздельной части Срединного хребта, в истоках реки Пирожниковой и левых притоков реки Халгинчаваям.
Форма вулкана представляет собой пологий усеченный конус. В географическом плане вулканическое сооружение имеет вытянутую в северо-западном направлении форму с осями 13 × 6 км, площадью в 48 км². Объём изверженного материала ~9 км³. Абсолютная высота — 1665 м, относительная: восточных склонов — 400 м, западных — 1000 м. Диаметр кратера — 300 м, глубина — 30 м. Диаметр кратера вулкана около 1,5 км.
Склоны вулкана эродированы. Состав продуктов извержений представлен базальтами.
Деятельность вулкана относится к верхнечетвертичному периоду.